# Stazione di Trento Roncafort
La stazione di Trento Roncafort è una delle 11 stazioni ferroviarie presenti nel territorio comunale di Trento, ed è situata presso la località di Roncafort, lungo la ferrovia del Brennero.
Qui è stato spostato lo scalo merci della stazione di Trento, andando a costruire l'interporto.